# Rob Mullens
Rob Mullens 2010. július 15-e óta az Oregon Ducks atlétikai igazgatója. Az egyesület regnálása alatt érte el legnagyobb sikereit, az időszakot többen a „kacsa évtizedének” hívják. 2018. januárjától a College Football Playoff választási bizottságának elnöke.

## Magánélete és tanulmányai
Üzleti alap- (1991) és sportvezetői mesterdiplomáját (1993) a Nyugat-virginiai Egyetemen szerezte. Feleségével, Jane-nel két fiuk (Cooper és Tanner) született.

## Fordítás
- Ez a szócikk részben vagy egészben  a   Rob Mullens című angol Wikipédia-szócikk ezen változatának fordításán alapul.  Az eredeti cikk szerkesztőit annak laptörténete sorolja fel. Ez a jelzés csupán a megfogalmazás eredetét és a szerzői jogokat jelzi, nem szolgál a cikkben szereplő információk forrásmegjelöléseként.